# Viktor Kolotov
Viktor Mikhaïlovitch Kolotov (en russe : Виктор Михайлович Колотов), né le 3 juillet 1949 à Ioudino (RSSA tatare, en RSFS de Russie) et décédé le 3 janvier 2000 à Kiev (Ukraine), est un footballeur international soviétique, puis entraîneur ukrainien de football.
Il évolue au poste de milieu de terrain, principalement au Dynamo Kiev et en équipe d'URSS (55 sélections et 22 buts, dont onze matchs et cinq buts pour l'équipe olympique), dans les années 1970.
Depuis 2003, le stade du "Komsomolets" de Zelenodolsk porte son nom.

## Biographie

### En club
Viktor Kolotov évolue en faveur du Tchaïka Zelenodolsk, puis du Rubin Kazan, et enfin du Dynamo Kiev.
Avec le Tchaïka Zelenodolsk, il se met en évidence en inscrivant 23 buts en troisième division lors de l'année 1968. Par la suite, avec Kazan, il marque 16 buts en deuxième division.
Il joue ensuite pendant onze saisons en faveur du Dynamo. Il dispute avec cette équipe, 218 matchs en première division soviétique, inscrivant 62 buts. À trois reprises, il dépasse avec le Dynamo le cap des 10 buts en championnat : il marque ainsi dix buts en 1971, onze en 1972, et enfin douze en 1975.
Il remporte avec le Dynamo, au niveau national, six titres de champion d'URSS et deux Coupes d'URSS.
Au niveau européen, il dispute 15 matchs en Coupe d'Europe des clubs champions (quatre buts), 14 en Coupe de l'UEFA (deux buts), neuf en Coupe des Coupes (deux buts), et enfin une rencontre en Supercoupe d'Europe. 
Il dispute avec le Dynamo les quarts de finales de la Coupe des clubs champions européens en 1973, puis à nouveau en 1976. Le 17 octobre 1975, il est l'auteur d'un doublé face au club grec de l'Olympiakos Le Pirée. 
Il remporte avec le Dynamo la Coupe des coupes en 1975. Kolotov se met en évidence lors de cette compétition, en inscrivant un but en quart de finale face au club turc de Bursaspor, puis un but en demi-finale contre le PSV Eindhoven. Le Dynamo bat en finale le club hongrois du Ferencváros TC (victoire 3-0). Ce sacre lui permet de disputer la Supercoupe de l'UEFA en septembre 1975, qui voit le Dynamo s'imposer face au Bayern Munich (0-1).

### En équipe nationale
Viktor Kolotov reçoit 55 sélections en équipe d'URSS entre 1970 et 1978, inscrivant 22 buts.
Il joue son premier match en équipe nationale le 28 octobre 1970, en amical contre la Yougoslavie. Il inscrit son premier but à cette occasion, avec à la clé une large victoire 4-0 à Moscou.
Le 18 septembre 1971, il est l'auteur d'un triplé, lors d'un match amical face à l'équipe d'Inde. Les joueurs soviétiques s'imposent très largement 5-0 à Moscou.
Par la suite, en juin 1972, il participe à la phase finale du championnat d'Europe, organisé en Belgique. Lors de cette compétition, il joue deux matchs. L'URSS s'incline en finale face à l'Allemagne de l'Ouest (défaite 3-0).
Quelques semaines plus tard, en août 1972, il participe aux Jeux olympiques d'été de 1972 organisés en Allemagne. Lors du tournoi olympique, il joue six matchs. Il se met en évidence en inscrivant trois buts, contre la Birmanie, le Maroc, en enfin le Danemark. L'URSS remporte la médaille de bronze.
Le 2 avril 1975, il est l'auteur d'un doublé contre la Turquie. Cette rencontre gagnée 3-0 à Kiev rentre dans le cadre des éliminatoires de l'Euro 1976. Il participe ensuite de nouveau aux Jeux olympiques, en 1976. Lors du tournoi olympique organisé au Canada, il joue cinq matchs. Il s'illustre en inscrivant deux buts, contre la Corée du Nord, et l'Allemagne de l'Est. L'URSS remporte une nouvelle fois la médaille de bronze.
Le 5 avril 1978, il inscrit ses deux derniers buts avec l'URSS, lors d'un match amical contre la Finlande. Les joueurs soviétiques s'imposent sur le très large score de 10-2 à Erevan. Il reçoit sa dernière sélection le 14 mai 1978, en amical contre la Roumanie (victoire 0-1 à Bucarest).
A 13 reprises, il officie comme capitaine de la sélection soviétique.

### Carrière d'entraîneur
Après avoir raccroché les crampons, il se reconvertit en manager, et dirige plusieurs équipes en Ukraine, comme entraîneur principal ou bien comme entraîneur adjoint.
Il est ainsi, pendant dix ans, l'entraîneur adjoint de son club de cœur, le Dynamo.
Il est également le sélectionneur de l'équipe d'Ukraine olympique à deux reprises au cours des années 1990.

## Statistiques
| Saison                | Club                  | Championnat           | Championnat | Championnat | Coupe(s) nationale(s) | Coupe(s) nationale(s) | Compétition(s) continentale(s) | Compétition(s) continentale(s) | Compétition(s) continentale(s) | Union soviétique | Union soviétique | Total | Total |
| Saison                | Club                  | Division              | M.          | B.          | M.                    | B.                    | Comp.                          | M.                             | B.                             | M.               | B.               | M.    | B.    |
| 1968                  | Tchaïka Zelenodolsk   | D3                    | 38          | 23          | -                     | -                     | -                              | -                              | -                              | -                | -                | 38    | 23    |
| Sous-total            | Sous-total            | Sous-total            | 38          | 23          | -                     | -                     | -                              | -                              | -                              | -                | -                | 38    | 23    |
| 1968                  | Rubin Kazan           | D2                    | 1           | 0           | -                     | -                     | -                              | -                              | -                              | -                | -                | 1     | 0     |
| 1969                  | Rubin Kazan           | D2                    | 34          | 7           | 3                     | 3                     | -                              | -                              | -                              | -                | -                | 37    | 10    |
| 1970                  | Rubin Kazan           | D2                    | 34          | 8           | 1                     | 0                     | -                              | -                              | -                              | 2                | 2                | 37    | 10    |
| Sous-total            | Sous-total            | Sous-total            | 69          | 15          | 4                     | 3                     | -                              | -                              | -                              | 2                | 2                | 75    | 20    |
| 1971                  | Dynamo Kiev           | D1                    | 25          | 10          | -                     | -                     | -                              | -                              | -                              | 7                | 5                | 32    | 15    |
| 1972                  | Dynamo Kiev           | D1                    | 26          | 11          | 4                     | 0                     | C1                             | 4                              | 0                              | 16               | 7                | 50    | 18    |
| 1973                  | Dynamo Kiev           | D1                    | 23          | 6           | 6                     | 6                     | C1+C3                          | 2+5                            | 0+2                            | 6                | 0                | 42    | 14    |
| 1974                  | Dynamo Kiev           | D1                    | 28          | 7           | 4                     | 0                     | C2                             | 4                              | 0                              | 3                | 0                | 39    | 7     |
| 1975                  | Dynamo Kiev           | D1                    | 25          | 12          | 1                     | 1                     | C2+SC+C1                       | 5+1+1                          | 2+0+2                          | 6                | 4                | 39    | 21    |
| 1976                  | Dynamo Kiev           | D1                    | 10          | 3           | -                     | -                     | C1+C1                          | 2+2                            | 0+2                            | 9                | 2                | 23    | 7     |
| 1977                  | Dynamo Kiev           | D1                    | 15          | 5           | 1                     | 0                     | C3                             | 2                              | 0                              | 2                | 0                | 20    | 5     |
| 1978                  | Dynamo Kiev           | D1                    | 23          | 2           | 7                     | 1                     | C1                             | 4                              | 0                              | 4                | 2                | 38    | 5     |
| 1979                  | Dynamo Kiev           | D1                    | 28          | 5           | 6                     | 3                     | C3                             | 6                              | 0                              | -                | -                | 40    | 8     |
| 1980                  | Dynamo Kiev           | D1                    | 11          | 1           | 1                     | 0                     | C3                             | 1                              | 0                              | -                | -                | 13    | 1     |
| 1981                  | Dynamo Kiev           | D1                    | 4           | 0           | 5                     | 0                     | -                              | -                              | -                              | -                | -                | 9     | 0     |
| Sous-total            | Sous-total            | Sous-total            | 218         | 62          | 35                    | 11                    | -                              | 39                             | 8                              | 53               | 20               | 345   | 101   |
| Total sur la carrière | Total sur la carrière | Total sur la carrière | 325         | 100         | 39                    | 14                    | -                              | 39                             | 8                              | 55               | 22               | 458   | 144   |

## Palmarès de joueur
Union soviétique
- Finaliste du championnat d'Europe en 1972.
- Médaillé de bronze aux Jeux olympiques en 1972 et 1976.

 Dynamo Kiev
- Vainqueur de la Coupe des vainqueurs de coupe en 1975.
- Vainqueur de la Supercoupe de l'UEFA en 1975.
- Champion d'Union soviétique en 1971, 1974, 1975, 1977, 1980 et 1981.
- Vice-champion d'Union soviétique en 1972, 1973, automne 1976 et 1978.
- Vainqueur de la Coupe d'Union soviétique en 1974 et 1978.
- Finaliste de la Coupe d'Union soviétique en 1973.
- Vainqueur de la Supercoupe d'Union soviétique en 1980.
- Finaliste de la Supercoupe d'Union soviétique en 1977.